# Reducere Clemmensen
Reducerea Clemmensen este o reacție chimică prin care sunt reduse cetonele (sau aldehidele) la alcani, folosindu-se amalgam de zinc și acid clorhidric. Reacția a fost denumită după Erik Christian Clemmensen, un chimist danez.
Reducerea Clemmensen este folositoare în special pentru reducerea aril-alchil cetonelor, precum sunt cele obținute în urma reacției de acilare Friedel-Crafts. Pentru cetonele alifatice sau ciclice, reducerea cu zinc metalic este mult mai folositoare.